# Stoke Climsland
Stoke Climsland est une paroisse civile et un village des Cornouailles, en Angleterre.